# Nowe Bystre
Nowe Bystre ist ein Dorf in der Landgemeinde Poronin im Powiat Tatrzański in der Woiwodschaft Kleinpolen im Süden Polens in der historischen Region Podhale. Es liegt westlich der Woiwodschaftsstraße Zakopianka. Das Dorf liegt im Gebirgszug der Pogórze Bukowińskie etwa fünf Kilometer westlich von Poronin und etwa drei Kilometer nördlich von Zakopane. Es ist ein Skiort am Fuße der Hohen Tatra mit mehreren kleineren Skiliften.

## Sehenswürdigkeiten
Die Holzkirche des Heiligen Johannes des Täufers im Zakopane-Stil aus dem 19. Jahrhundert wird von dem Dekanat aus Biały Dunajec verwaltet. 

## Panoramas

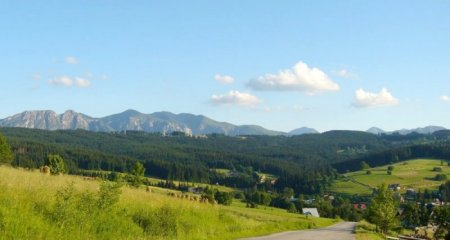
Tatra-Panorama von Nowe Bystre

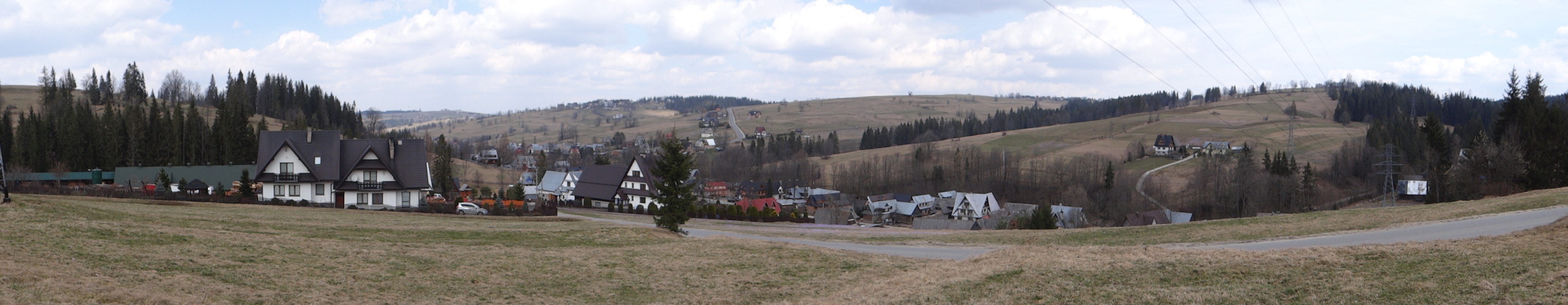
Ortsansicht

## Tourismus
Der Ort wurde 1692 zum ersten Mal urkundlich erwähnt. Der erste Ortsname lässt sich als Zahn übersetzen.  Es geht in Murzasichle ruhiger zu als in den benachbarten Skiorten Zakopane oder Bukowina Tatrzańska. Die touristische Infrastruktur ist gleichwohl gut ausgebaut. Im Ort sind mehrere Folklore-Gruppen der Podhalanie tätig, u. a. Zbójnicek und Mały Zbójnicek.

## Galerie

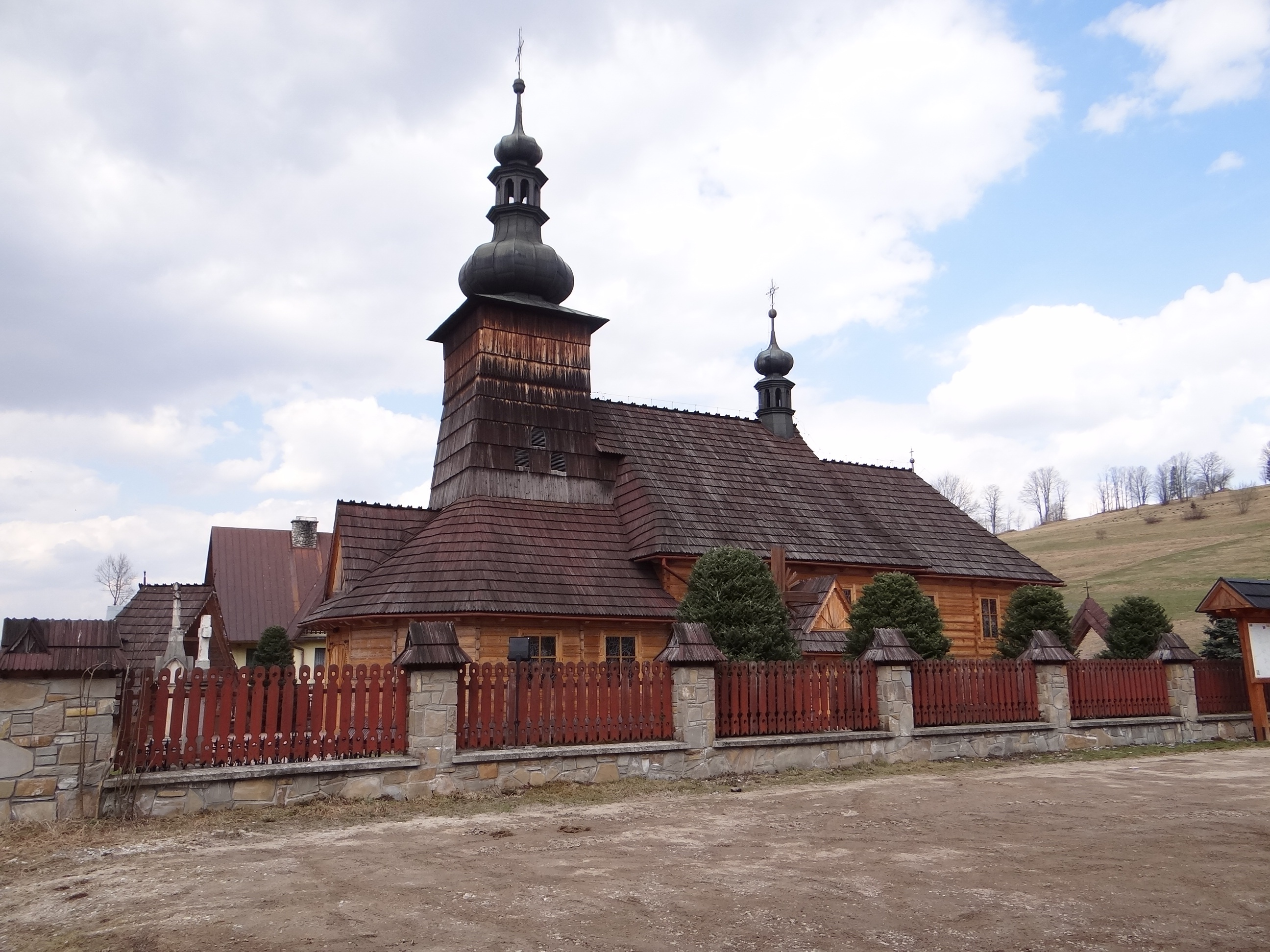
Holzkirche
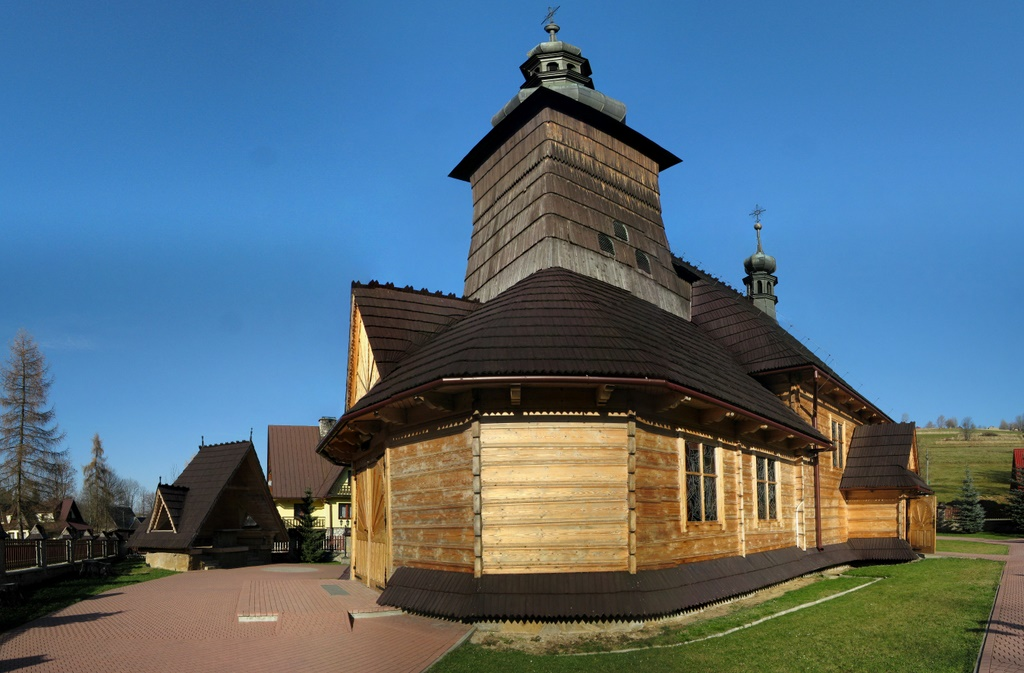
Holzkirche
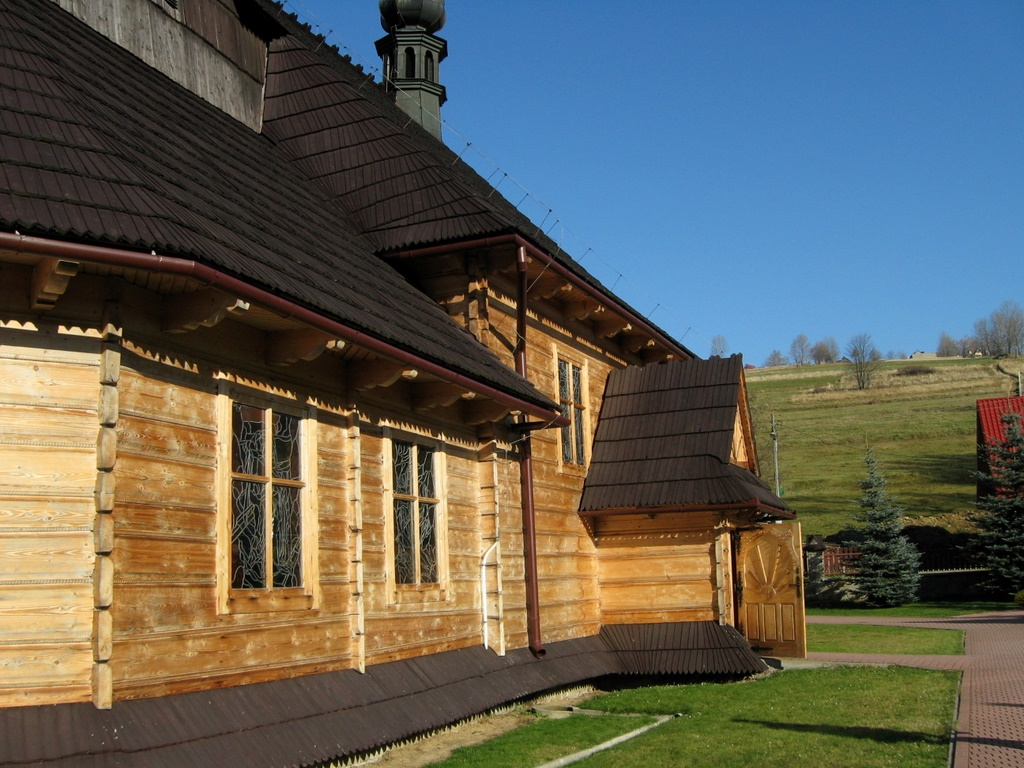
Holzkirche
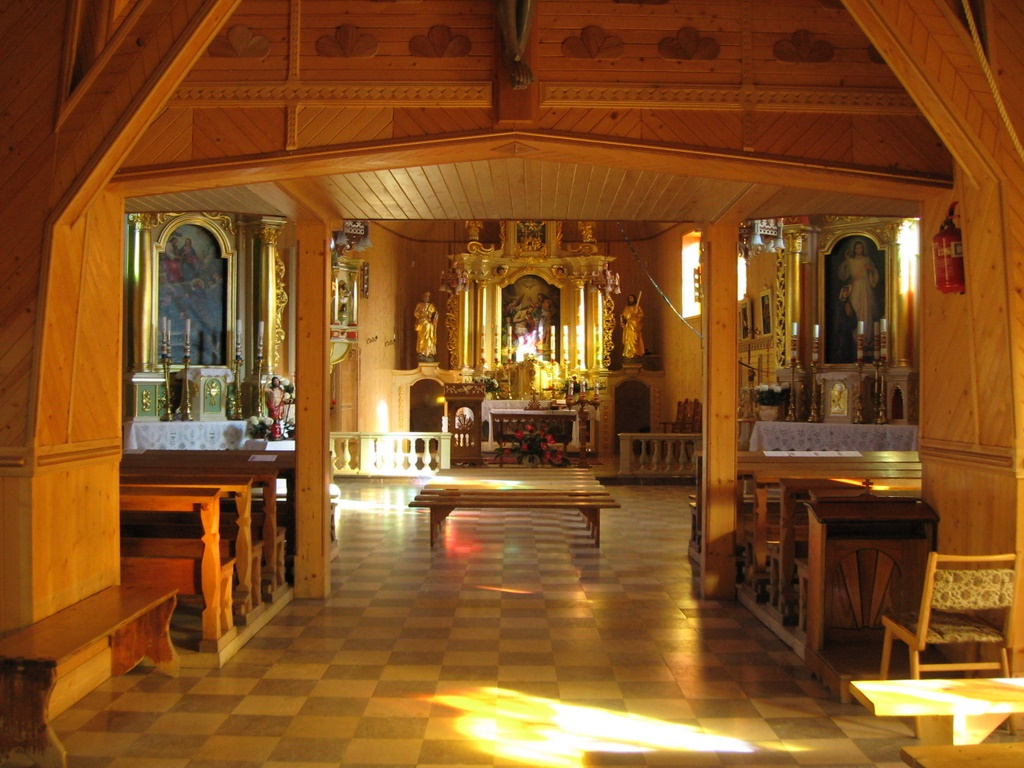
Kircheninneres
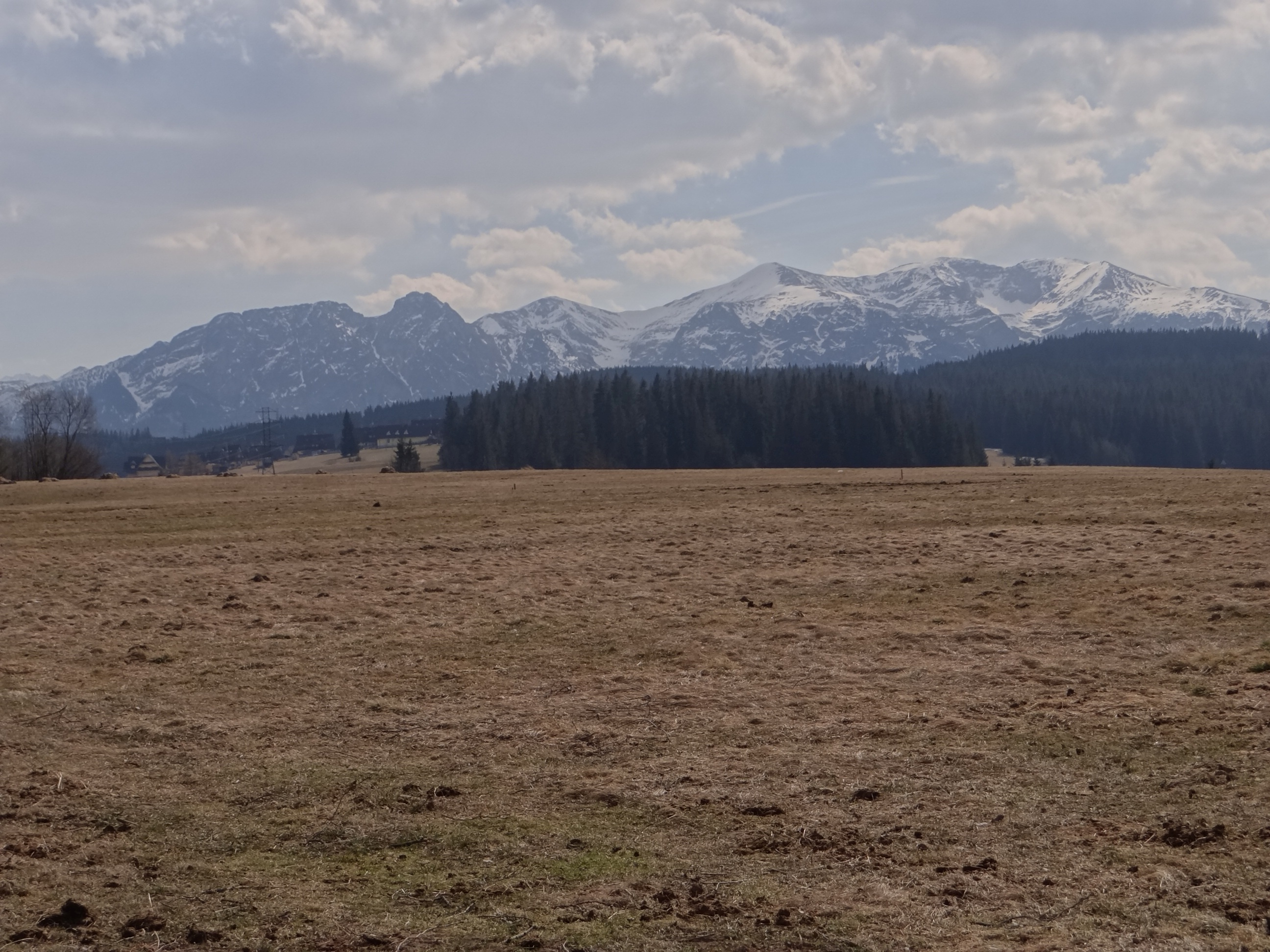
Westtatra